# Kim Jong-suk
Kim Jong-suk (en coreano: 김정숙; Osán, 24 de diciembre de 1917 - Pionyang, 22 de septiembre de 1949) fue la primera esposa de Kim Il-sung, la madre de Kim Jong-il y la abuela de Kim Jong-un, los tres líderes de Corea del Norte.

## Biografía

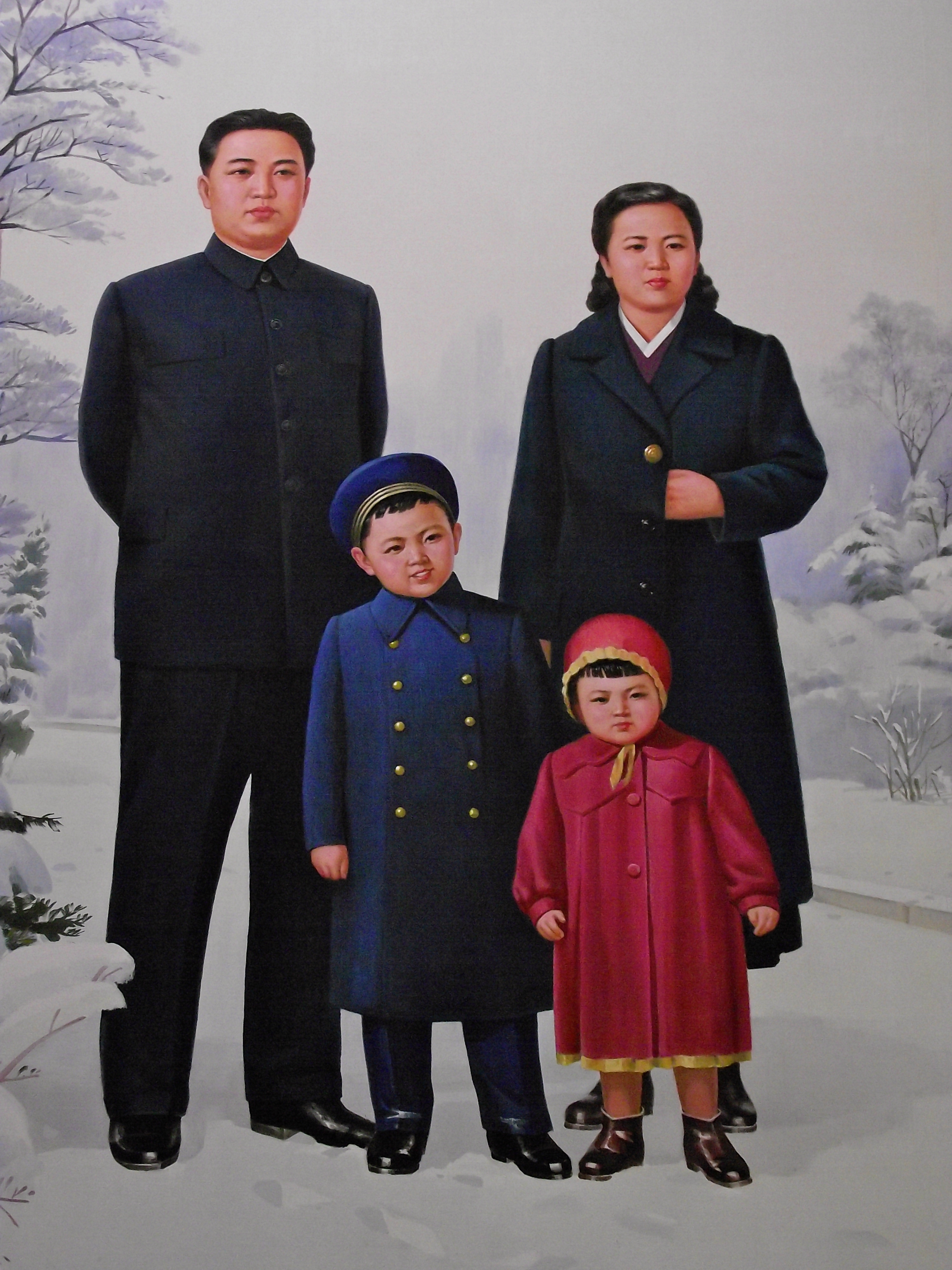
Kim Jong-suk junto a su esposo Kim Il-sung y sus hijos Kim Jong-il y Kim Kyong-hui.

Nació en Hoeryong, en la provincia de Hamgyŏng del Norte (Corea del Norte) en el seno de una familia de campesinos pobres. Posteriormente, su familia abandonará Corea para ir a vivir a China en 1922.

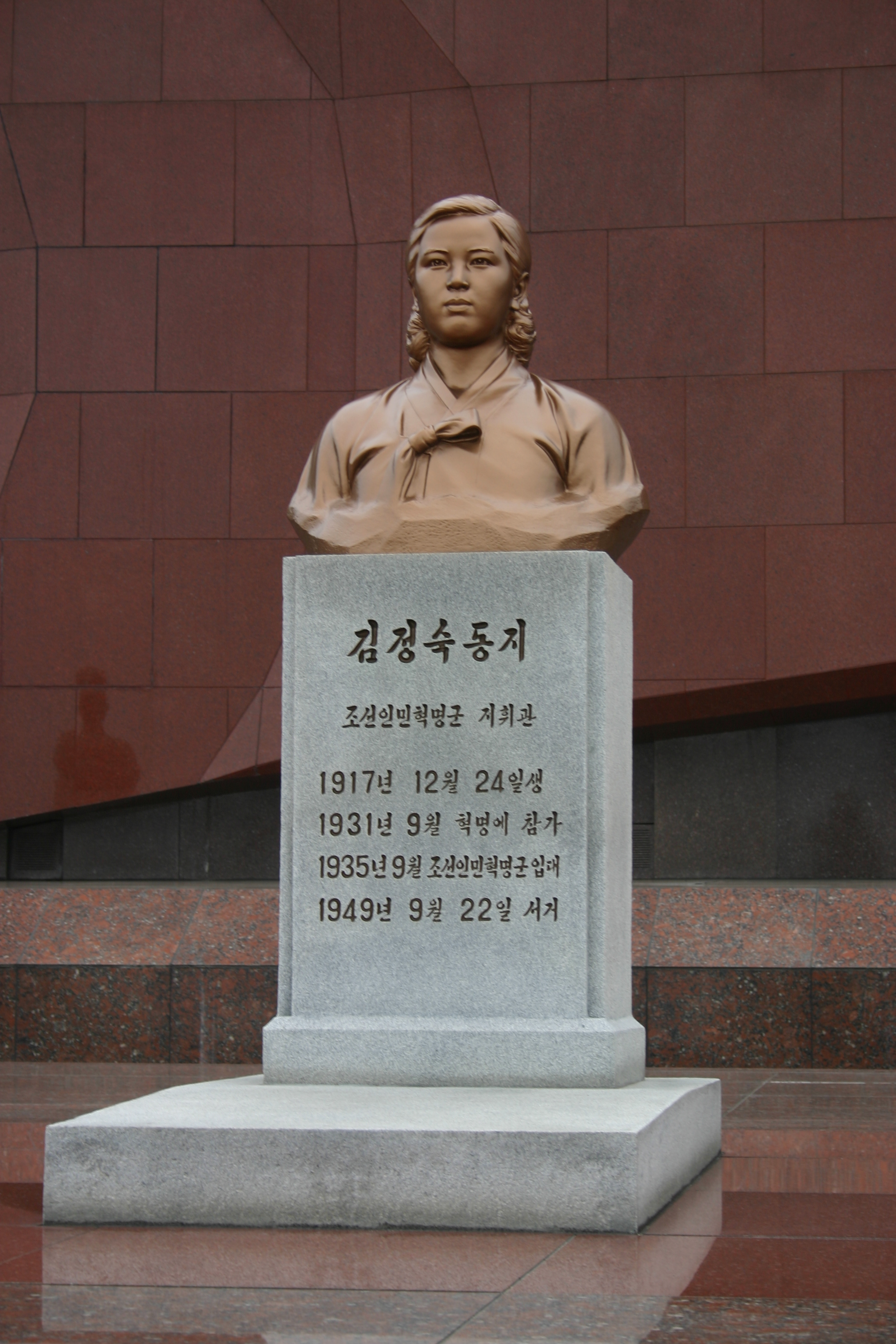
Tumba y busto de bronce de Kim Jong-suk en el Cementerio de los Mártires Revolucionarios en Pionyang.

Su familia tiene un fuerte carácter revolucionario y antijaponés (país que en esos momentos estaba ocupando militarmente Corea) y que Kim Jong-suk heredaría. En 1932 se uniría a la guerrilla comunista antijaponesa liderada por Kim Il-sung, su futuro esposo, escalando posiciones hasta que en 1936 se encuentra directamente bajo su mando. En 1937 será admitida dentro del Partido Comunista.

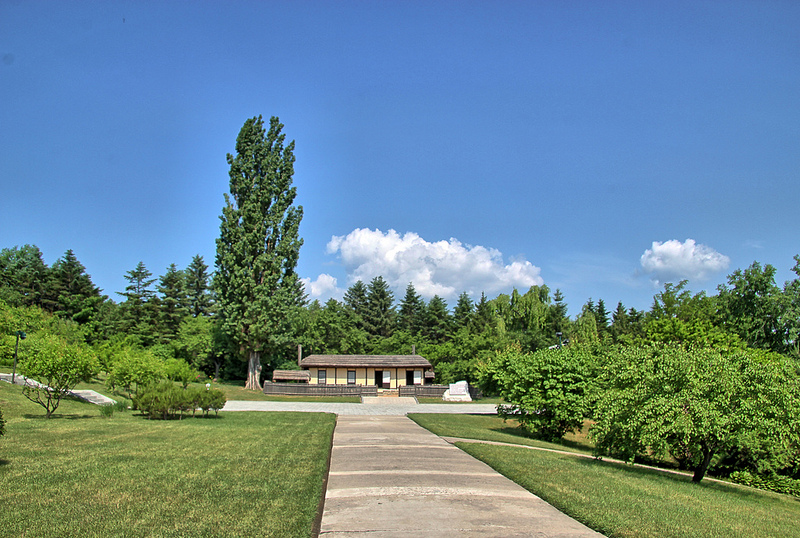
Lugar de nacimiento de Kim Jong-suk en Hoeryong.

En 16 de febrero de 1942 da a luz a Kim Jong-il, su primer hijo, al que inducirá su gran pasión comunista, para que siga los pasos de su padre.
Kim Jong-suk muere en 1949 a la edad de 31 años, cuando daba a luz a su tercer hijo, una niña. Su imagen será utilizada, tanto en vida como en la muerte, como imagen de la mujer revolucionaria, por parte del Partido de los Trabajadores de Corea. Conocida como La Heroína de la Revolución Antijaponesa y una luchadora revolucionaria dedicada en cuerpo y alma a su país y su población, el gobierno de Corea del Norte le otorgó el título de Heroína de la República Democrática Popular de Corea el 21 de septiembre de 1972.
Se le conoce como la Sagrada madre de la revolución y su nacimiento se celebra el 24 de diciembre de cada año.

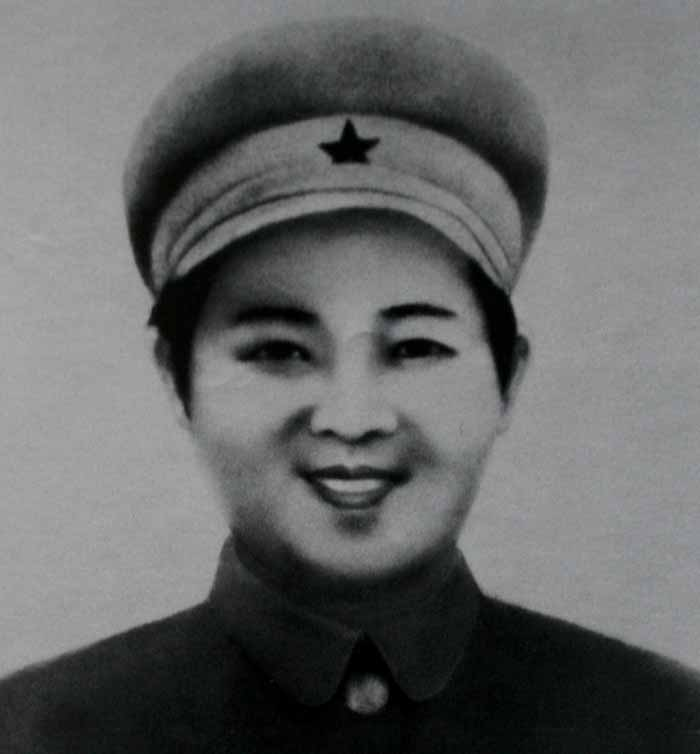
Kim Jong-suk en su juventud

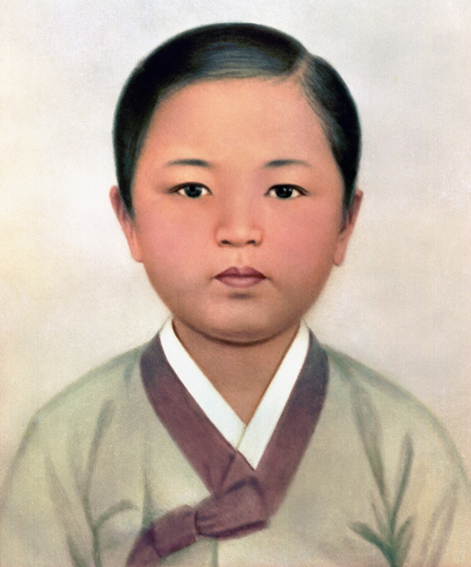
Kim Jong-suk cuando era niña

## Condecoraciones
- Héroe de la República Popular Democrática de Corea, 21 de septiembre de 1972[4][5]
- Orden de la Bandera Nacional (Primera clase)[6]

## Ascendencia
|                |                |                |                |                |                |              |              |              |              |              |              |              |              |              |              |              |              |             |             |               |               |               |               |               |               |              |              |              |              |              |              |              |              | Kim Bo-hyon   |               |               |               |               |               |               |               |               |               |               |               |              |              |                 |                 |                 |                 |                 |                 |             |             |              |              |              |              |              |              |
|                |                |                |                |                |                |              |              |              |              |              |              |              |              |              |              |              |              |             |             |               |               |               |               |               |               |              |              |              |              |              |              |              |              |               |               |               |               |               |               |               |               |               |               |               |               |              |              |                 |                 |                 |                 |                 |                 |             |             |              |              |              |              |              |              |
|                |                |                |                |                |                |              |              |              |              |              |              |              |              |              |              |              |              |             |             |               |               |               |               |               |               |              |              |              |              |              |              |              |              | Kim Hyŏng-jik | Kim Hyŏng-jik | Kim Hyŏng-jik | Kim Hyŏng-jik | Kim Hyŏng-jik | Kim Hyŏng-jik |               |               | Kang Pan-sok  | Kang Pan-sok  | Kang Pan-sok  | Kang Pan-sok  | Kang Pan-sok | Kang Pan-sok |                 |                 |                 |                 |                 |                 |             |             |              |              |              |              |              |              |
|                |                |                |                |                |                |              |              |              |              |              |              |              |              |              |              |              |              |             |             |               |               |               |               |               |               |              |              |              |              |              |              |              |              | Kim Hyŏng-jik | Kim Hyŏng-jik | Kim Hyŏng-jik | Kim Hyŏng-jik | Kim Hyŏng-jik | Kim Hyŏng-jik |               |               | Kang Pan-sok  | Kang Pan-sok  | Kang Pan-sok  | Kang Pan-sok  | Kang Pan-sok | Kang Pan-sok |                 |                 |                 |                 |                 |                 |             |             |              |              |              |              |              |              |
|                |                |                |                |                |                |              |              |              |              |              |              |              |              |              |              |              |              |             |             |               |               |               |               |               |               |              |              |              |              |              |              |              |              |               |               |               |               |               |               |               |               |               |               |               |               |              |              |                 |                 |                 |                 |                 |                 |             |             |              |              |              |              |              |              |
|                |                |                |                |                |                |              |              |              |              |              |              |              |              |              |              |              |              |             |             |               |               |               |               |               |               |              |              |              |              |              |              |              |              |               |               |               |               |               |               |               |               |               |               |               |               |              |              |                 |                 |                 |                 |                 |                 |             |             |              |              |              |              |              |              |
|                |                |                |                |                |                |              |              |              |              |              |              |              |              |              |              |              |              |             |             |               |               |               |               |               |               |              |              |              |              | Kim Jong-suk | Kim Jong-suk | Kim Jong-suk | Kim Jong-suk | Kim Jong-suk  | Kim Jong-suk  |               |               | Kim Il-sung   | Kim Il-sung   | Kim Il-sung   | Kim Il-sung   | Kim Il-sung   | Kim Il-sung   |               |               | Kim Sŏng-ae  | Kim Sŏng-ae  | Kim Sŏng-ae     | Kim Sŏng-ae     | Kim Sŏng-ae     | Kim Sŏng-ae     |                 |                 | Kim Yong-ju | Kim Yong-ju | Kim Yong-ju  | Kim Yong-ju  | Kim Yong-ju  | Kim Yong-ju  |              |              |
|                |                |                |                |                |                |              |              |              |              |              |              |              |              |              |              |              |              |             |             |               |               |               |               |               |               |              |              |              |              | Kim Jong-suk | Kim Jong-suk | Kim Jong-suk | Kim Jong-suk | Kim Jong-suk  | Kim Jong-suk  |               |               | Kim Il-sung   | Kim Il-sung   | Kim Il-sung   | Kim Il-sung   | Kim Il-sung   | Kim Il-sung   |               |               | Kim Sŏng-ae  | Kim Sŏng-ae  | Kim Sŏng-ae     | Kim Sŏng-ae     | Kim Sŏng-ae     | Kim Sŏng-ae     |                 |                 | Kim Yong-ju | Kim Yong-ju | Kim Yong-ju  | Kim Yong-ju  | Kim Yong-ju  | Kim Yong-ju  |              |              |
|                |                |                |                |                |                |              |              |              |              |              |              |              |              |              |              |              |              |             |             |               |               |               |               |               |               |              |              |              |              |              |              |              |              |               |               |               |               |               |               |               |               |               |               |               |               |              |              |                 |                 |                 |                 |                 |                 |             |             |              |              |              |              |              |              |
|                |                |                |                |                |                |              |              |              |              |              |              |              |              |              |              |              |              |             |             |               |               |               |               |               |               |              |              |              |              |              |              |              |              |               |               |               |               |               |               |               |               |               |               |               |               |              |              |                 |                 |                 |                 |                 |                 |             |             |              |              |              |              |              |              |
|                |                |                |                |                |                |              |              |              |              |              |              |              |              |              |              |              |              |             |             |               |               |               |               |               |               |              |              |              |              |              |              |              |              |               |               |               |               |               |               |               |               |               |               |               |               |              |              |                 |                 |                 |                 |                 |                 |             |             |              |              |              |              |              |              |
|                |                |                |                |                |                |              |              |              |              |              |              |              |              |              |              |              |              |             |             |               |               |               |               |               |               |              |              |              |              |              |              |              |              |               |               |               |               |               |               |               |               |               |               |               |               |              |              |                 |                 |                 |                 |                 |                 |             |             |              |              |              |              |              |              |
| Kim Young-sook | Kim Young-sook | Kim Young-sook | Kim Young-sook | Kim Young-sook | Kim Young-sook |              |              | Song Hye-rim | Song Hye-rim | Song Hye-rim | Song Hye-rim | Song Hye-rim | Song Hye-rim |              |              | Kim Jong-il  | Kim Jong-il  | Kim Jong-il | Kim Jong-il | Kim Jong-il   | Kim Jong-il   |               |               | Ko Young-hee  | Ko Young-hee  | Ko Young-hee | Ko Young-hee | Ko Young-hee | Ko Young-hee |              |              | Kim Ok       | Kim Ok       | Kim Ok        | Kim Ok        | Kim Ok        | Kim Ok        |               |               | Kim Kyong-hui | Kim Kyong-hui | Kim Kyong-hui | Kim Kyong-hui | Kim Kyong-hui | Kim Kyong-hui |              |              | Jang Song-thaek | Jang Song-thaek | Jang Song-thaek | Jang Song-thaek | Jang Song-thaek | Jang Song-thaek |             |             | Kim Pyong-il | Kim Pyong-il | Kim Pyong-il | Kim Pyong-il | Kim Pyong-il | Kim Pyong-il |
| Kim Young-sook | Kim Young-sook | Kim Young-sook | Kim Young-sook | Kim Young-sook | Kim Young-sook |              |              | Song Hye-rim | Song Hye-rim | Song Hye-rim | Song Hye-rim | Song Hye-rim | Song Hye-rim |              |              | Kim Jong-il  | Kim Jong-il  | Kim Jong-il | Kim Jong-il | Kim Jong-il   | Kim Jong-il   |               |               | Ko Young-hee  | Ko Young-hee  | Ko Young-hee | Ko Young-hee | Ko Young-hee | Ko Young-hee |              |              | Kim Ok       | Kim Ok       | Kim Ok        | Kim Ok        | Kim Ok        | Kim Ok        |               |               | Kim Kyong-hui | Kim Kyong-hui | Kim Kyong-hui | Kim Kyong-hui | Kim Kyong-hui | Kim Kyong-hui |              |              | Jang Song-thaek | Jang Song-thaek | Jang Song-thaek | Jang Song-thaek | Jang Song-thaek | Jang Song-thaek |             |             | Kim Pyong-il | Kim Pyong-il | Kim Pyong-il | Kim Pyong-il | Kim Pyong-il | Kim Pyong-il |
|                |                |                |                |                |                |              |              |              |              |              |              |              |              |              |              |              |              |             |             |               |               |               |               |               |               |              |              |              |              |              |              |              |              |               |               |               |               |               |               |               |               |               |               |               |               |              |              |                 |                 |                 |                 |                 |                 |             |             |              |              |              |              |              |              |
|                |                |                |                |                |                |              |              |              |              |              |              |              |              |              |              |              |              |             |             |               |               |               |               |               |               |              |              |              |              |              |              |              |              |               |               |               |               |               |               |               |               |               |               |               |               |              |              |                 |                 |                 |                 |                 |                 |             |             |              |              |              |              |              |              |
|                |                |                |                | Kim Sul-song   | Kim Sul-song   | Kim Sul-song | Kim Sul-song | Kim Sul-song | Kim Sul-song |              |              | Kim Jong-nam | Kim Jong-nam | Kim Jong-nam | Kim Jong-nam | Kim Jong-nam | Kim Jong-nam |             |             | Kim Jong-chul | Kim Jong-chul | Kim Jong-chul | Kim Jong-chul | Kim Jong-chul | Kim Jong-chul |              |              | Kim Jong-un  | Kim Jong-un  | Kim Jong-un  | Kim Jong-un  | Kim Jong-un  | Kim Jong-un  |               |               | Kim Yo-jong   | Kim Yo-jong   | Kim Yo-jong   | Kim Yo-jong   | Kim Yo-jong   | Kim Yo-jong   |               |               |               |               |              |              |                 |                 |                 |                 |                 |                 |             |             |              |              |              |              |              |              |
|                |                |                |                | Kim Sul-song   | Kim Sul-song   | Kim Sul-song | Kim Sul-song | Kim Sul-song | Kim Sul-song |              |              | Kim Jong-nam | Kim Jong-nam | Kim Jong-nam | Kim Jong-nam | Kim Jong-nam | Kim Jong-nam |             |             | Kim Jong-chul | Kim Jong-chul | Kim Jong-chul | Kim Jong-chul | Kim Jong-chul | Kim Jong-chul |              |              | Kim Jong-un  | Kim Jong-un  | Kim Jong-un  | Kim Jong-un  | Kim Jong-un  | Kim Jong-un  |               |               | Kim Yo-jong   | Kim Yo-jong   | Kim Yo-jong   | Kim Yo-jong   | Kim Yo-jong   | Kim Yo-jong   |               |               |               |               |              |              |                 |                 |                 |                 |                 |                 |             |             |              |              |              |              |              |              |
|                |                |                |                |                |                |              |              |              |              |              |              | Kim Han-sol  |              |              |              |              |              |             |             |               |               |               |               |               |               |              |              |              |              |              |              |              |              |               |               |               |               |               |               |               |               |               |               |               |               |              |              |                 |                 |                 |                 |                 |                 |             |             |              |              |              |              |              |              |